# كريستوفر كنودسن (سياسي)
كريستوفر كنودسن هو قسيس وسياسي نرويجي، ولد في 4 أكتوبر 1843 في درامن في النرويج، وتوفي بنفس المكان في 26 يوليو 1915. نشط حزبياً في حزب المحافظين.

## مناصب
- انتخب عضو برلمان النرويج  [لغات أخرى]‏ عن دائرة Tønsberg ‏ خلال فترته النيابية ‏ (1900 – 1903).
- انتخب عضو برلمان النرويج  [لغات أخرى]‏ عن دائرة  خلال فترته النيابية ‏ (1898 – 1900).
- انتخب نائب عضو برلمان النرويج  [لغات أخرى]‏ عن دائرة  خلال فترته النيابية ‏ (1892 – 1894).
- انتخب Minister of Education and Church Affairs ‏ (11 مارس 1905 – 27 يناير 1906).
- انتخب عضو برلمان النرويج  [لغات أخرى]‏ عن دائرة  خلال فترته النيابية ‏ (1895 – 1897).